# Encore (Klaus Nomi)
| Recensione | Giudizio |
| ---------- | -------- |
| AllMusic   |          |

Encore... è una raccolta del cantante tedesco Klaus Nomi uscita postuma nel 1983.

## Descrizione
L'album contiene sette canzoni del primo album (inclusa la versione dal vivo di Total Eclipse pubblicata in precedenza solo su singolo) e tre provenienti dal successivo, oltre a due inediti (la cover di Can't Help Falling In Love di Elvis Presley e il Lieder Der Nussbaum, canzone composta nel 1840 da Robert Schumann con parole di Julius Mosen per l'opera Myrthen op. 25) e un'introduzione strumentale intitolata Fanfare.

## Tracce
Esistono numerose edizioni di questo disco, ma il numero e l'ordine delle tracce è sempre lo stesso:

(LP) RCA PL70180 Germania 1983

(LP) RCA KKL10548 Canada 1983

(LP) RCA RCLP20294 RCLP70034 PL70180 Grecia 1983

(LP) RCA NL74421 Regno Unito e Europa 1983 	con il titolo Encore! (Nomi's Best)

(Musicassetta) RCA PL70180 Germania 1983

(Musicassetta) RCA KKK10548 Canada 1983 con il titolo Klaus Nomi Encore! (Nomi's Best)

(CD) RCA ND74421 Regno Unito e Europa 1983 con il titolo Encore! e ristampato con lo stesso titolo nel 1990

(CD) RCA PD70180 Germania 1984 con il titolo Encore!
Lato A
1. Fanfare - 0:40
2. Cold Song - 4:03
3. Total Eclipse (Live) - 4:15
4. Can't Help Falling In Love (George David Weiss, Hugo Peretti, Luigi Creatore) - 3:54
5. Simple Man - 4:17
6. Wasting My Time - 4:14

Lato B
1. Wayward Sisters - 1:43
2. Ding Dong - 3:03
3. You Don't Own Me - 3:39
4. Der Nussbaum (Robert Schumann) - 3:03
5. Lightning Strikes - 2:59
6. The Twist - 3:10
7. Samson And Delilah (Aria) - 3:52

## Crediti
- Ron Johnsen e Klaus Nomi: produttore
- Klaus Nomi: voce e cori
- Carl Casella, Jack Skinner, Man Parrish, Ron Johnsen: ingegnere del suono e mixer

## Classifiche
| Classifica (1984) | Settimane di presenza | Posizione massima | Posizione di fine anno |
| ----------------- | --------------------- | ----------------- | ---------------------- |
| Francia           | 32                    | 23                | 31                     |